# Ifrain Silot Pajan
Ifrain Silot Pajan (...) è un giocatore di football americano cubano che gioca nel ruolo di runningback.